# 자료비평
자료비평(資料批評, source criticism)은 성서비평학의 한 분야로, 성경 본문의 저자들과 편집자들이 사용한 자료를 규명하려는 시도를 말한다. 이 방법은 18세기 장 아스트뤽의 연구에서 시작되었는데, 그는 고전 고대 문헌, 특히 호메로스의 『일리아스』를 분석하기 위해 개발된 기존의 방법을 창세기의 자료를 분석하는 데 적용하였다. 이후 독일 학자들에 의해 크게 발전되었으며, 당시에는 “고등비평”이라 불렸으나, 현재는 널리 사용되지 않는 용어이다. 이들 학자들의 궁극적인 목표는 성경 본문의 형성사를 재구성하고 고대 이스라엘의 종교사를 밝히는 데 있었다.

## 원칙
일반적으로 어떤 자료가 묘사하고자 하는 사건에 가까운 시기에 작성되었을수록, 그 자료는 실제로 일어난 일을 정확하게 서술했을 가능성이 높다고 본다. 성경에서 다양한 초기 자료가 인용된 경우, 역사학자들은 먼저 성경의 저자들이 사용한 그 자료들을 식별하고 연대를 설정함으로써 그 역사적 신빙성을 평가하려 한다.
또한, 성서학자들은 문체, 어휘의 변화, 반복 등의 서술 방식에 주목하여, 특정 본문이 어떤 자료를 바탕으로 작성되었는지를 분석하기도 한다. 어느 정도의 합리적인 추론을 통해 명시되지 않은 자료(예: 족보)를 유추할 수 있으며, 일부 자료는 오늘날까지 전해지므로 이를 근거로 직접적인 비교가 가능하다. 예를 들어 『역대기』가 『사무엘서』와 『열왕기』의 내용을 인용하거나 재서술한 경우가 그러하다.

## 구약성경
자료비평은 구약성경(타나크)에 적극적으로 적용되는 비평 방법이다.

### 문서설
문서설은 구약성경의 첫 다섯 권인 모세오경(토라)의 자료를 분석하여 설립된 가설 중 하나로, 오경이 네 개의 독립된 자료에서 유래했다는 가설이다. 이 네 자료는 각각 야훼 문서, 엘로힘 문서, 신명기 문서, 제사장 문서라고 불린다.
- 야훼 문서(J): 기독교의 신을 "야훼(YHWH)"로 지칭하며, 신을 인간적인 모습으로 묘사하고 유다 왕국에 특히 관심을 보인다. 기원전 약 950년경에 작성된 것으로 여겨진다.
- 엘로힘 문서(E): 신을 "엘로힘(Elohim)"이라 부르며, 이스라엘 왕국과 관련된 내용을 다룬다. 기원전 약 850년경에 작성된 것으로 여겨진다.
- 신명기 문서(D): 설교체 문체가 특징이며, 율법에 주된 관심을 가진다. 기원전 721년에서 621년 사이에 작성된 것으로 추정된다.
- 제사장 문서(P): 형식적인 문체를 사용하며, 주로 제사장 직무와 관련된 주제에 관심을 둔다. 기원전 약 550년경에 작성된 것으로 여겨진다.

예를 들어, 『창세기』 초반부에 나오는 두 가지 창조 이야기는 각각 다른 자료로 분류된다. 첫 번째 창조 이야기(창세기 1장)는 제사장 문서(P)로, 두 번째 창조 이야기(아담과 하와의 창조, 창세기 2장)는 야훼 문서(J)로 분류하는 것이 일반적이다.
문서설은 성경학자들 사이에서 널리 지지를 받고 있지만, "단편 가설(fragmentary hypothesis)"이나 "보충설"과 같은 다른 이론들도 제안되어 있다.

### 기타 사례
구약성경의 저자들은 때때로 자신이 사용한 자료를 명시하기도 한다. 여기에 해당하는 예로는 『열왕기상』 11장 41절의 솔로몬 행전, 『열왕기상』 14장 29절 및 여러 구절에 언급된 유다왕조실록, 『열왕기상』 14장 19절 및 다른 구절들에서 언급된 이스라엘왕조실록, 『여호수아기』 10장 12–14절, 『사무엘하』 1장 18–27절, 그리고 자료비평을 통해 복원될 가능성이 제기된 『열왕기상』 8장 12절의 야살의 책, 『민수기』 21장 14절에 언급된 주님의 전쟁기 등이 있다.
문체, 어휘, 중복, 불일치 등에 대한 비판적 분석을 통해 보다 복잡하고 추정적인 형태의 자료비평이 이루어지기도 한다. 이러한 사례 중 하나는 학계에서 일반적으로 한 권의 책으로 다루는 『에즈라-느헤미야』에서 찾아볼 수 있다. 학자들은 이 책에서 네 가지 유형의 자료를 식별한다. 아케메네스 제국 관료들과 주고받은 서신, 목록 자료, 1인칭 시점으로 쓰인 에즈라의 회고록, 그리고 마찬가지로 1인칭 시점의 느헤미야 회고록이 그것이다. 이로부터 『에스라–느헤미야』의 저자가 이 네 가지 종류의 자료에 접근하여 본서를 구성했음을 유추할 수 있다.
자료비평은 또한 많은 학자들을 『이사야서』의 복수 저자설, 즉 원래 여러 저자에 의해 기록되었으며 이후 편집되었다는 견해로 이끈다.

## 신약성경
신약성경 연구에서 자료비평의 대표적인 예는 공관복음서 문제(Synoptic problem)에 대한 연구이다. 비평가들은 마태오, 마르코, 루가의 복음서의 세 공관복음서가 매우 유사하며 때로는 거의 동일하다는 점에 주목하였다. 이러한 유사성을 설명하기 위한 지배적인 이론은 이른바 ‘두 자료 가설’(Two-Source Hypothesis)이다. 이 가설에 따르면 마르코의 복음서가 처음으로 쓰인 복음서이며, 초기의 구술 전승과 문서 자료를 결합한 내용을 바탕으로 구성된 것으로 본다. 마태오와 루가의 복음서는 조금 더 늦은 시기에 작성되었으며, 주로 두 가지 자료, 즉 마가복음과 예수의 말씀을 모은 문서 자료를 근거로 하고 있다. 후자의 자료는 학자들에 의해 Q 자료라 명명되었는데 현재는 소실된 상태이다. 그러나 Q 자료의 내용 중 일부는 마르코의 복음서에는 없지만 마태오와 루가에 공통적으로 나타나는 구절들을 통해 간접적으로 추정할 수 있다고 본다.
마르코와 Q 외에도, 마태오와 루가의 저자들은 각 복음서에 고유하게 나타나는 본문을 설명할 수 있는 별도의 자료를 사용했을 가능성도 제기된다.
한편 요한의 복음서의 저자가 일종의 ‘표적 복음서’(Signs Gospel)를 전거로 사용했을 가능성도 제시되나 학계 내 합의가 비교적 약한 편이다.